# Khris Davis
Khristopher Adrian Davis (ur. 21 grudnia 1987) – amerykański baseballista występujący na pozycji lewozapolowego w Oakland Athletics.

## Przebieg kariery
Po ukończeniu szkoły średniej, w 2006 został wybrany w 29. rundzie draftu przez Washington Nationals, jednak nie podpisał kontraktu, gdyż zdecydował się podjąć studia na California State University, gdzie w latach 2007–2009 grał w drużynie uniwersyteckiej Cal State Fullerton Titans. W czerwcu 2009 został wybrany w 7. rundzie draftu przez Milwaukee Brewers i początkowo grał w klubach farmerskich tego zespołu, między innymi w Nashville Sounds, reprezentującym poziom. 
W Major League Baseball zadebiutował 1 kwietnia 2013 w meczu przeciwko Colorado Rockies jako pinch hitter. Po rozegraniu czternastu meczów został odesłany do Nashville Sounds, jednak 11 lipca 2013 w związku z zawieszeniem Ryana Brauna przesunięto go ponownie do zespołu Brewers. Dwanaście dni później w meczu z San Diego Padres na Miller Park zdobył pierwszego home runa w MLB. 15 maja 2014 w spotkaniu z Pittsburgh Pirates na Miller Park przy stanie 2–3 w drugiej połowie dziewiątej zmiany zaliczył two-run single.
12 lutego 2016 w ramach wymiany zawodników przeszedł do Oakland Athletics. W sezonie 2016 ustanowił rekord kariery zdobywając 42 home runy i zaliczając 102 RBI.